# Botanischer Garten der Universität Duisburg-Essen

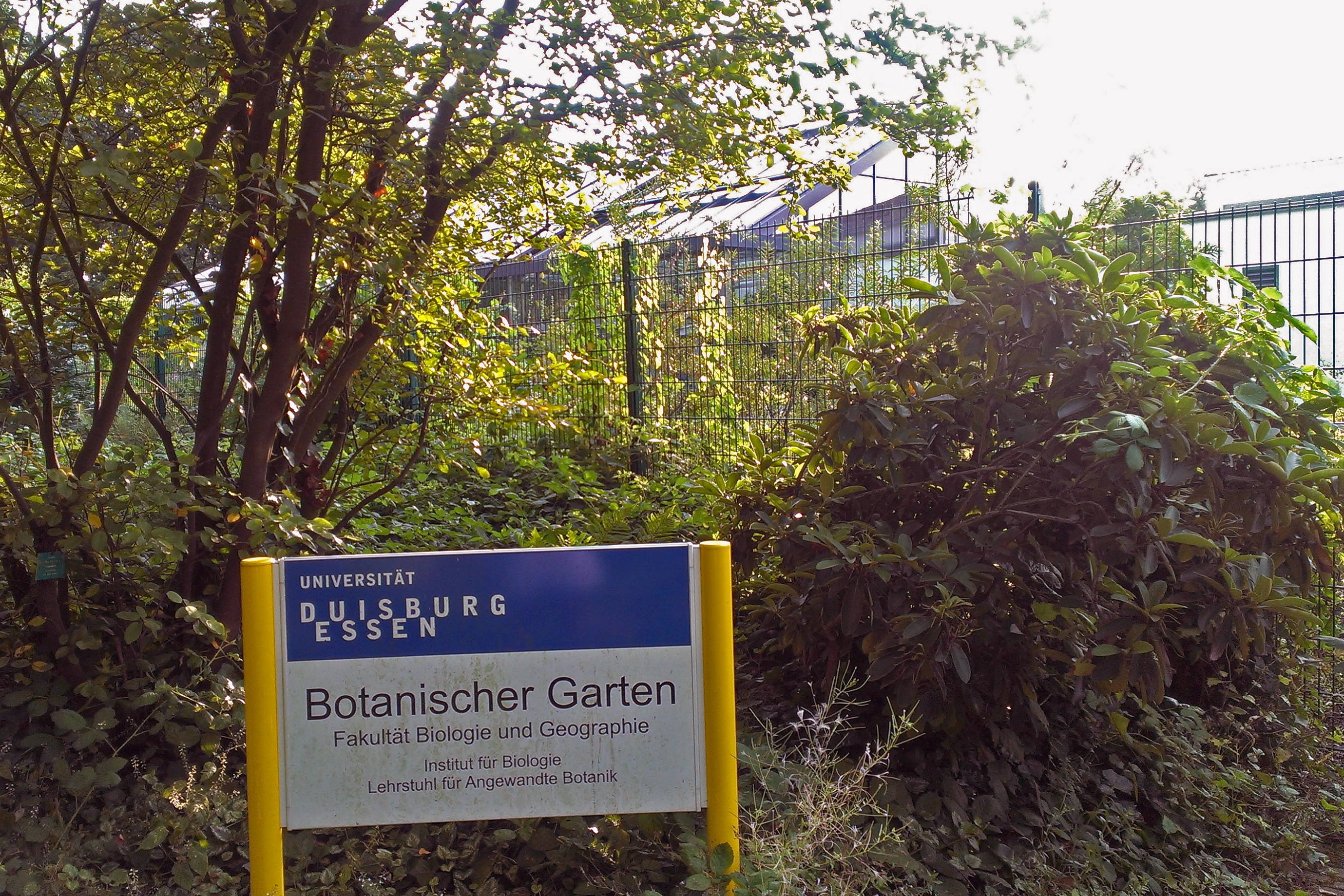
Hinweis im Grugapark, Teil des Botanischen Gartens im Hintergrund

Der Botanische Garten der Universität Duisburg-Essen liegt als Teil der ehemaligen Universität-Gesamthochschule Essen im Essener Stadtteil Rüttenscheid.

## Charakter
Der Botanische Garten hat keinen öffentlichen Charakter, sondern dient vorrangig der Anzucht von Pflanzen als Versuchs- und Bestimmungsmaterial für den Fachbereich Botanik der Universität. Derzeit werden etwa 3500 Arten auf rund 1000 Quadratmetern Gewächshausfläche und 3000 Quadratmetern Außenanlage kultiviert. Darüber hinaus bestehen einige Schwerpunktsammlungen; erwähnenswert ist neben dem Mittelmeerhaus und den Wolfsmilchgewächsen vor allem die Karnivorensammlung, die eine der größten Sammlungen ihrer Art in Deutschland ist.

## Geschichte
Der Garten wurde Anfang der 1980er Jahre von Guido Benno Feige gegründet, der von 1980 bis 2005 Inhaber des Lehrstuhls für Botanik/Pflanzenphysiologie an der Universität Duisburg-Essen war. Auf ihn geht auch der Sammlungsschwerpunkt Mittelmeer zurück. Zeitgleich mit Feiges Demission wurde der Verkauf des Geländes des Botanischen Gartens und dessen Umzug auf ein anderes Gelände diskutiert. Nachfolger von Feige war Martin Heil. Gegenwärtig leitet Hardy Pfanz den Botanischen Garten.
2010 ist der Botanische Garten der Universität Duisburg-Essen an den westlichen Rand des Grugaparks der Stadt Essen, hinter das Tropenhaus und das Mediterraneum, umgezogen und im Mai 2012 offiziell eröffnet worden. Beide Gärten bleiben unabhängig, werden aber in Zukunft miteinander kooperieren. Zu diesem Zweck wurden ein Lehr- und ein Forschungsgewächshaus errichtet.